# Хостинское восстание
Хостинское восстание — восстание в Хосте, которое произошло в 1912 году в Эмирате Афганистан, и было единственным серьёзным кризисом во время правления Хабибуллы-хана.

## Ход событий
Причиной мятежа заключалась в «жадности и поборах» Мухаммада Акбар-хана, местного губернатора Хоста.
Восстание, которое возглавил Джехандад Хан началось 2 мая 1912 года, когда восстали пуштунские племена Мангал и Джадран в Хосте, Эмират Афганистан, быстро сокрушили различные изолированные гарнизоны, и осадил Мухаммада Акбара в Матуне. Позже в том же месяце к ним присоединились гильзаи. Понимая опасность, исходящую от восстания, Хабибулла-хан послал Мухаммада Надир-хана подавить восстание. Помимо регулярной пехоты Надиру также помогали таджикские рекруты. В Британской Индии соплеменникам округа Куррам был запрещён въезд в Афганистан для оказания помощи восстанию.
Мухаммаду Акбару в конце концов удалось вырваться из осаждённого форта. К концу мая Надир вынудил повстанцев просить мира, а Джхандад Хан бежал в Британскую Индию, где безуспешно лоббировал британскую интервенцию. 13 июня сообщалось, что восстание утихло, и в том же месяце продолжались мирные переговоры. Однако мирные переговоры сорвались, и в июне 1912 года боевые действия возобновились. Они закончилось 14 августа 1912 года, когда повстанцы сдались после неожиданных уступок со стороны афганских властей, которые включали замену Мухаммада Акбар-хана новым губернатором, Дост Мухаммадом.